# Сграда на улица „Папазолис“ № 2
Сградата на улица „Папазолис“ № 2 (на гръцки: Κτίριο στη Παπαζώλη 2) е архитектурна забележителност в град Солун, Гърция.

## Местоположение
Имението е разположено на улица „Папазолис“ № 2, до площад „Антигонидес“.

## История
Сградата е построена според морфологията си в края на 20-те - началото на 30-те години на XX век.
В 2016 година е обявена за защитен обект.

## Архитектура
Сградата се състои оригинално от 2 етажа, като по-късно са добавени още два, като са повторени отворите на долните. Построена е в стил опростена еклектика. Забележителни черти са симетричното разположение на отворите спрямо две оси, високите отвори на входните врати (които в осите на симетрия са триделни), конзолите на балконите, декоративната хоризонтална лента под корниза на оригинална сграда, съчетана с големи корнизи в частта, която не е надстроена, конфигурацията на приземния вход с метална врата с декорация, имитираща дървена ламперия с междинно остъкляване и капандура и декориран релефен пиедестал.